# Bann (rivier)

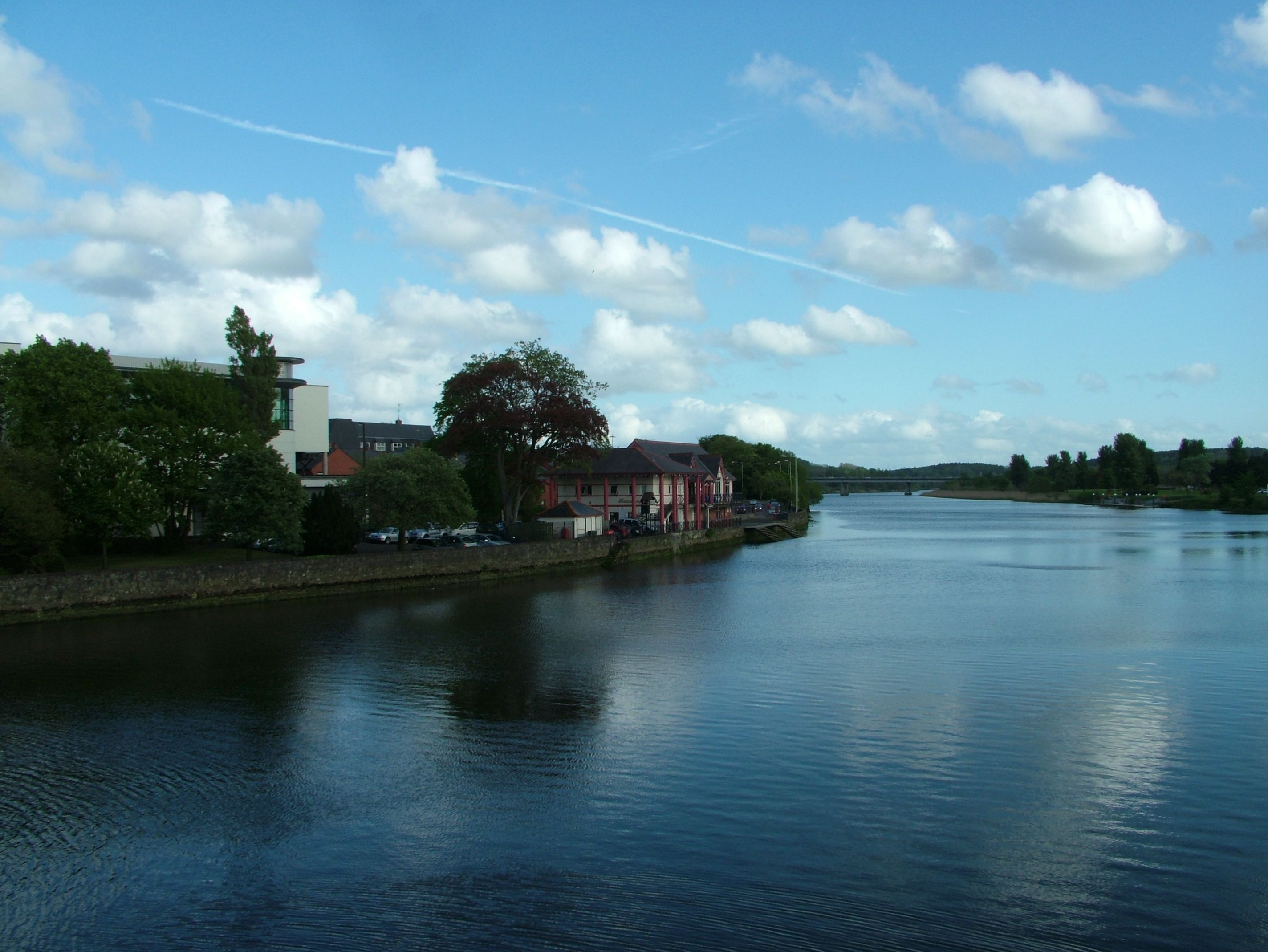
Bann in Coleraine

De  Bann (in het Iers An Bhanna) is met zijn 129 km de langste rivier van Noord-Ierland. De rivier stroomt van de oostelijke hoek van de provincie naar de noordwestelijke kust. In het midden verbreedt ze in het grote Lough Neagh. De rivier speelde een belangrijke rol bij de industrialisering van het noorden van Ierland. Thans zijn de zalm- en palingvisserij de belangrijkste economische activiteiten van de rivier. De rivier wordt dikwijls gebruikt als de scheidslijn tussen het oostelijke en westelijke deel van Noord-Ierland. Steden, besturen en bedrijven ten westen van de Bann zouden minder investeringen en overheidsgeld krijgen dan deze ten oosten van de Bann. In het verleden werd het tevens gezien als een religieuze en politieke scheidingslijn, waarbij de katholieken en nationalisten in de meerderheid waren in het westen en de protestanten en unionisten in het oosten.